# Psycho Mutants
A Psycho Mutants 2003-ban alakult pécsi zenekar, amely eleinte Psycho Mutants From The Planet Billy néven, a maitól jelentősen eltérő stílusú zenét játszott, de a zenekar 2005 őszére megtalálta mostani hangját. 2009 szeptemberében sajtóközleményben tájékoztatták közönségüket a zenekar szüneteltetéséről. 2010 júniusában a Quarton jelentették be, hogy folytatják a stúdiómunkát és a koncerteket. 2010 őszén kiadták be nem fejezett nagylemezüket, amelynek címe – az előre bejelentett Raw helyett – Tango with me lett. 2014 tavaszán megjelentetik harmadik nagylemezüket Baby Burn címmel, melyen a produceri munkálatokat Stephan Kraemer- től (Yann Tiersen, Jack The Ripper, K's Choice) Takács Béla veszi át, majd Deutsch Gábor anORGANik keveri és mastereli. 
A P.M. 10 év alatt, médiatámogatás nélkül vált Magyarország egyik legtermékenyebb független zenekarává. Európa szerte több mint 200 koncertet adtak. Turnéztak és koncerteztek, együtt a Firewater amerikai zenekarral, Hugo Race-el a Nick Cave and the Bad Seeds volt gitárosával (kísérték zenészként szólóprojektjét), a Francia Washington Dead Cats-el. Mat Firehair az utóbbi zenekar frontembere, a következőt írta róluk: „A Psycho Mutants Magyarország legfontosabb rock and roll zenekara, köszönhetően vad színpadi jelenlétüknek és énekesük hihetetlen karizmájának, akinek hangja Johnny Cash utolsó lemezeinek hangulatához repít vissza minket. A Psycho Mutants nem egy stílust éleszt újjá, hanem egyedi hangszerelésük révén új hangzást teremtenek; ez a zenekar egy olyan fa gyümölcse, amely Magyarországon gyökeredzik, ágai viszont Angliába és az Egyesült Államokba nyúlnak. Új lemezük, a Baby Burn ékes bizonyítéka a zenekar fejlődésének.”

## Tagok
Jelenlegi tagok
- Karnics Zoltán – gitár, ének
- Jehan Paumero – tangóharmonika, gitár, orgona
- Bonifacio Reali – dobok
- Osztermayer Péter – basszusgitár, vokál
- Cziráky Balázs – gitár, vokál
- Bruszel Balázs – trombita

A Psycho Mutants From The Planet Billy felállása 2003-ban:
- Karnics Zoltán – gitár, ének
- Osztermayer Péter – gitár
- Dömsödi Levente – dobok
- Glatt Lőrinc – basszusgitár

Korábbi tagok:
- Lőrincz László – dobok (2005-2014)
- Mészáros Miklós  – dobok (2014-2016)
- Kurucz Márton – dobok (2015-2025)

## Zenéjük
A zenekar tagjai mind évtizedes zenei munkát tudhatnak maguk mögött, egymásra találásukkor sajátos hangzást hoztak létre, amit néha csellóval, trombitával vagy hegedűvel gazdagítanak.
Számos külföldi zenekarral turnéztak együtt.

## Diszkográfia
- 2006 Psycho Mutants
- 2008 Ghost city
- 2010 Tango with me
- 2014 Baby Burn
- 2017 Three and a Half
- 2022 Motherland